# ネイト・ドッグ
ネイト・ドッグ（Nate Dogg、1969年8月19日 - 2011年3月15日）は、アメリカ合衆国カリフォルニア州ロングビーチ出身のR&B歌手。本名：ナサニエル・ドウェイン・ヘイル（Nathaniel Dwayne Hale）。

## 来歴
西海岸を代表するヒップホップ歌手の一人であり、スヌープ・ドッグは従弟にあたる。そのスヌープとウォーレン・Gの3人で1990年にヒップホップユニット213を結成。
1992年にリリースされたドクター・ドレーのデビューアルバム「ザ・クロニック」及び、1994年にリリースされたウォーレン・Gのシングル「Regulate」に客演として参加し大ヒットしたことで、大きな成功と名声を手にした。ネイト・ドッグは、他のアーティストのトラックで歌うことがよく求められ、通常はフックを歌うために歌った。注目アーティストとして、彼はビルボードホット100に16回チャートインし、2003年には50セントの「21の質問」で1位に到達した。
その他にも、2Pacの「All Bout U」、ドクター・ドレーの「The Next Episode」、Westside Connectionの「Gangsta Nation」、Mos Defの「Oh No」、Fabolousの「Can't Deny It」、リュダクリスの「Area Codes」、Kuruptの「Behind the Walls」、Mark Ronsonの「Ooh Wee」、Mobb Deepの「Have a Party」など、彼の成功したコラボレーションは数多くある。
1998年にソロデビュー。2004年には213としてアルバム『The Hard Way』をリリースした。ソロプロジェクトよりもヒップホップ勢とのコラボレーションでの評価が高く、2001年にはシェイド・シエスト（Shade Sheist）との「Where I Wanna Be」、2003年には50セントとの「21 Questions」がビルボードチャートの全米トップとなっている。2004年には、ネイトが客演してチャートインしたシングルの数は60を超えた。曲のいわゆる「フック」の部分で登場することが多かったことから、「キング・オブ・フック（King of Hooks）」の異名を取った。
2007年と2008年に脳卒中で倒れ、その影響で身体の一部に麻痺を発症させていた。病気以後は音楽活動を中断してリハビリテーションを行うなどの闘病生活を送っていたが、2011年3月15日にカリフォルニア州ロングビーチにて死去。41歳没。

## ディスコグラフィ

### スタジオ・アルバム
- G-Funk Classics, Vol. 1 & 2 (1998)
- Music & Me (2001)
- Nate Dogg (2003)

### コラボレーションアルバム
- The Hard Way with 213 (2004)

## 主な出演

### 映画
- ヒップホップ・プレジデント Head of State （2003年）

### ライブ
- ヒューストン（英語版）「I LIKE THAT feat. CHINGY, I-20, NATE DOGG」（ヒューストン ｢It's already written」に収録）
- エミネム「SHAKE THAT feat. NATE DOGG」（「カーテンコール ～ザ・ヒッツ～」に収録）
- エミネム「SHAKE THAT（REMIX) feat. NATE DOGG、Obie Trice & Bobby Creekwater」（「Eminem Presents The Re-up」に収録）